# Antolka (województwo małopolskie)
Antolka – wieś w Polsce położona w województwie małopolskim, w powiecie miechowskim, w gminie Książ Wielki, przy drodze wojewódzkiej nr 772.
| SIMC    | Nazwa     | Rodzaj    |
| ------- | --------- | --------- |
| 0246310 | Doły      | część wsi |
| 0246327 | Nowa Wieś | część wsi |

W latach 1954–1961 wieś należała i była siedzibą władz gromady Antolka, po jej zniesieniu w gromadzie Książ Wielki. W latach 1975–1998 miejscowość administracyjnie należała do województwa kieleckiego.

## Zabytki
Obiekt wpisany do rejestru zabytków nieruchomych województwa małopolskiego.
- Karczma.
Karczma z 1836 roku – obecnie odnowiona. W czasie powstania styczniowego z 14/15 marca 1863 roku oddział gen. Mariana Langiewicza zatrzymał się w Antolce, a karczma stanowiła siedzibę sztabu generała[7]. Na samym budynku jednak brak informacji o stacjonowaniu wojsk powstańczych.

## Religia
Kościół pod wezwaniem Niepokalanego Serca NMP wzniesiony w latach 1950–1967.